# فيليب س. كاتس
فيليب س. كاتس (بالإنجليزية: Phillip C. Katz)‏ هو عسكري أمريكي، ولد في 12 ديسمبر 1889 في سان فرانسيسكو في الولايات المتحدة، وتوفي بنفس المكان في 29 أكتوبر 1987.